# Sharon Stone
Sharon Vonne Stone (Meadville, Pennsylvania, 1958. március 10. –) Emmy- és Golden Globe-díjas amerikai színésznő.

## Fiatalkora és családja
Édesanyja, Dorothy takarítónő volt, édesapja, Joseph pedig gyári munkás. Három testvére van: bátyja Michael színész, húga, Kelly és öccse, Patrick. Édesanyja mindenképpen azt szerette volna, hogy lánya értelmiségi legyen, nem kétkezi munkás. Sharon 17 évesen megnyerte a Miss Pennsylvania szépségversenyt.

## Pályafutása
Első filmszerepét 1980-ban kapta, Woody Allen Csillagporos emlékek című filmjében. 1987-ben felbukkant a Rendőrakadémia 4.-ben, majd különböző filmekben játszott kisebb-nagyobb szerepeket. 1990-ben jelentős alakítása volt Total Recall – Az emlékmás című sci-fiben. Az igazi nagy áttörést azonban az 1992-es Elemi ösztön című erotikus thriller hozta meg neki, amiben egy biszexuális írónőt játszik, aki macska-egér játékot kezd egy San Franciscó-i zsaruval (Michael Douglas). A film elsöprő sikere azonnal a kilencvenes évek egyik szexszimbólumává emelte. Innen számítható a világkarrierje, legismertebb filmjei ezekből az időkből a szintén erotikus beütésű Sliver című thriller 1993-ból, az 1994-es A specialista című akciófilm, az 1995-ös Gyorsabb a halálnál című akció-western és a szintén 1995-ös Casino című bűnügyi film, melyért Oscar-díjra is jelölték.
1996-ban kissé megtorpant a karrierje, az ez évben készült Az ördög háromszöge című thrillere és Az utolsó tánc című drámája már nem vonzotta annyira a mozinézőket. Következő filmjét csak két évvel később, 1998-ban mutatták be, ez volt A gömb című sci-fi, amely szintén leszerepelt a kasszáknál. Ettől kezdve hullámzó sikerű filmekben szerepelt, bár az abban az évben bemutatott Az óriás és az 1999-es A múzsa csókja című filmekben nyújtott szerepeiért Golden Globe-díjra jelölték. Ettől függetlenül ezektől az időktől kezdve nemigen lehetett emlékezetes vagy sikeres filmekben látni. Két kivételt emlékezetesség szempontjából talán a 2004-es A Macskanő című kalandfilm, és a 2006-os Elemi ösztön 2. jelentenek, mely utóbbi a nagy sikerű filmjének folytatásaként próbált meg ismét sztárt csinálni belőle, de mindkét film épp hogy rossz minőségével, és a kritikusok bírálataival lett közismert, s a mozipénztáraknál is megbuktak, a színésznő az Elemi ösztön folytatásáért pedig még az Arany Málna díjat is megkapta. Azóta tévésorozatokban és különböző filmekben bukkant fel itt-ott. Ő maga azt állította, hogy a 2001-ben kapott stroke-ja miatt közösítették ki Hollywoodból, mivel felépülése után alig kapott szerepeket.

## Magánélete
1984-ben Michael Greenburg televíziós producer felesége lett, de három év múlva elváltak. Ezután csak 1998-ban ment nőül Phil Bronstein szerkesztőhöz, de ez a házasság is válással végződött hat évvel később. Három adoptált fia van.
2001-ben stroke-ot kapott, ami azóta is hatással van mind szakmai karrierjére, mind magánéletére.

## Filmográfia

### Film
| Év   | Magyar cím                                      | Eredeti cím                                                 | Szerep                      | Magyar hang        |
| ---- | ----------------------------------------------- | ----------------------------------------------------------- | --------------------------- | ------------------ |
| 1980 | Csillagporos emlékek                            | Stardust Memories                                           | csinos nő a vonaton         | nem szólal meg     |
| 1981 | Egyesek és mások                                | Les Uns et les Autres                                       | lány Glenn-nel              |                    |
| 1981 | A halálnak szentelve                            | Deadly Blessing                                             | Lana Marcus                 |                    |
| 1984 | Kibékíthetetlen ellentétek                      | Irreconcilable Differences                                  | Blake Chandler              |                    |
| 1985 | Salamon király kincse                           | King Solomon's Mines                                        | Jesse Huston                | Hámori Eszter      |
| 1986 | Az elveszett aranyváros fosztogatói             | Allan Quatermain and the Lost City of Gold                  | Jesse Huston                | Hámori Eszter      |
| 1987 | Rendőrakadémia 4. – Zseniális amatőrök az utcán | Police Academy 4 – Citizens on Patrol                       | Claire Mattson              | Hegyi Barbara      |
| 1987 | Hideg acél                                      | Cold Steel                                                  | Kathy Connors               | Fazekas Zsuzsa     |
| 1988 | Nico                                            | Above the Law                                               | Sara Toscani                | Herczeg Csilla     |
| 1988 | Nico                                            | Above the Law                                               | Sara Toscani                | Balázs Ágnes       |
| 1988 | Jackson, a vadállat                             | Action Jackson                                              | Patrice Dellaplane          | Csere Ágnes        |
| 1988 | Jackson, a vadállat                             | Action Jackson                                              | Patrice Dellaplane          | Söptei Andrea      |
| 1989 | Túl a csillagokon                               | Beyond the Stars                                            | Laurie McCall               | Prókai Annamária   |
| 1989 | Véres aréna                                     | Blood and Sand                                              | Dońa Sol                    | Orosz Helga        |
| 1990 | Total Recall – Az emlékmás                      | Total Recall                                                | Lori                        | Balogh Erika       |
| 1991 | Mondom vagy mondod                              | He Said, She Said                                           | Linda Metzger               | Spilák Klára       |
| 1991 | Ollók                                           | Scissors                                                    | Angie Anderson              | Csere Ágnes        |
| 1991 | Az erőszak éve (A fegyver éve)                  | Year of the Gun                                             | Alison King                 | Fazekas Zsuzsa     |
| 1991 | Az erőszak éve (A fegyver éve)                  | Year of the Gun                                             | Alison King                 | Hegyi Barbara      |
| 1991 | Egy bérgyilkos naplója                          | Diary of a Hitman                                           | Kiki                        | Virághalmy Judit   |
| 1991 | Ahol alvó kutyák hevernek                       | Where Sleeping Dogs Lie                                     | Serena Black                | Prókai Annamária   |
| 1992 | Elemi ösztön                                    | Basic Instinct                                              | Catherine Tramell           | Básti Juli         |
| 1993 | Sliver                                          | Sliver                                                      | Carly Norris                | Básti Juli         |
| 1993 | Az utolsó akcióhős                              | Last Action Hero                                            | Catherine Tramell           | nem szólal meg     |
| 1994 | Vágyak vonzásában                               | Intersection                                                | Sally Eastman               | Básti Juli         |
| 1994 | A specialista                                   | The Specialist                                              | May Munro / Adrian Hastings | Fehér Anna         |
| 1995 | Gyorsabb a halálnál                             | The Quick and the Dead                                      | Ellen                       | Orosz Helga        |
| 1995 | Gyorsabb a halálnál                             | The Quick and the Dead                                      | Ellen                       | Fehér Anna         |
| 1995 | Casino                                          | Casino                                                      | Ginger McKenna              | Básti Juli         |
| 1996 | Az ördög háromszöge                             | Diabolique                                                  | Nicole Horner               | Fehér Anna         |
| 1996 | Az utolsó tánc                                  | Last Dance                                                  | Cindy Liggett               | Fehér Anna         |
| 1998 | A gömb                                          | Sphere                                                      | Dr. Elizabeth Halperin      | Orosz Anna         |
| 1998 | Z, a hangya                                     | Antz                                                        | Bala hercegnő (hangja)      | Bertalan Ágnes     |
| 1998 | Az óriás                                        | The Mighty                                                  | Gwen Dillon                 | Orosz Helga        |
| 1999 | Glória                                          | Gloria                                                      | Gloria                      | Fehér Anna         |
| 1999 | A múzsa csókja                                  | The Muse                                                    | Sarah Liddle                | Fehér Anna         |
| 1999 | Simpatico                                       | Simpatico                                                   | Rosie                       | Liptai Claudia     |
| 2000 | El a kezekkel a feleségemtől                    | Picking Up the Pieces                                       | Candy Cowley                |                    |
| 2000 | Dupla vagy minden                               | Beautiful Joe                                               | Hush Mason                  | Básti Juli         |
| 2003 | Jéghideg otthon                                 | Cold Creek Manor                                            | Leah Tilson                 | Fehér Anna         |
| 2004 | Hűségeskü                                       | A Different Loyalty                                         | Sally Cauffield             | Orosz Helga        |
| 2004 | A Macskanő                                      | Catwoman                                                    | Laurel Hedare               | Básti Juli         |
| 2005 | Hervadó virágok                                 | Broken Flowers                                              | Laura                       | Fehér Anna         |
| 2006 | Alpha Dog                                       | Alpha Dog                                                   | Olivia Mazursky             | Tóth Enikő         |
| 2006 | Elemi ösztön 2.                                 | Basic Instinct 2                                            | Catherine Davis Tramell     | Básti Juli         |
| 2006 | Bobby Kennedy – A végzetes nap                  | Bobby                                                       | Miriam                      | Fehér Anna         |
| 2007 | Férfigondok                                     | When a Man Falls in the Forest                              | Karen Fields                | Fehér Anna         |
| 2007 | IQ-zseni                                        | If I Had Known I Was a Genius                               | Gloria Fremont              | Básti Juli         |
| 2008 | Apáról fiúra                                    | The Year of Getting to Know Us                              | Jane Rocket                 |                    |
| 2008 |                                                 | Five Dollars a Day                                          | Dolores Jones               |                    |
| 2009 | A vér utcái                                     | Streets of Blood                                            | Nina Ferraro                | Fehér Anna         |
| 2011 | Largo Winch 2. – A burmai összeesküvés          | Largo Winch II                                              | Diane Francken              |                    |
| 2012 | A kartell                                       | Border Run                                                  | Sofie                       | Fehér Anna         |
| 2013 |                                                 | Lovelace                                                    | Dorothy Boreman             |                    |
| 2013 |                                                 | Gods Behaving Badly                                         | Afrodité                    |                    |
| 2013 | Bérgavallér                                     | Fading Gigolo                                               | Dr. Parker                  | Fehér Anna         |
| 2014 |                                                 | Love in Vegas                                               | Angela Blake                |                    |
| 2014 |                                                 | A Golden Boy                                                | Ludovica Stern              |                    |
| 2015 | Feszültség                                      | Life on the Line                                            | Duncan anyja                | Menszátor Magdolna |
| 2015 | Száva – A szív harcosa                          | Savva: Heart of the Warrior                                 | Puffy (hangja)              |                    |
| 2016 |                                                 | Mothers and Daughters                                       | Nina                        |                    |
| 2017 |                                                 | Running Wild                                                | Meredith Parish             |                    |
| 2017 |                                                 | All I Wish                                                  | Senna Berges                |                    |
| 2017 | A katasztrófaművész                             | The Disaster Artist                                         | Iris Burton                 | Básti Juli         |
| 2019 |                                                 | Rolling Thunder Revue: A Bob Dylan Story by Martin Scorsese | The Beauty Queen            |                    |
| 2019 | Pénzmosó                                        | The Laundromat                                              | Hannah                      | Varga Klára        |
| 2021 | Élj a mának!                                    | Here Today                                                  | önmaga / Iris               | Frajt Edit         |
| 2022 | Beauty                                          | Beauty                                                      | gyarmatosító                |                    |
| 2023 |                                                 | What About Love                                             | Linda Tarlton               |                    |
| 2025 | Senki 2.                                        | Nobody 2                                                    | Lendina                     | Básti Juli         |

### Televízió
| Év        | Magyar cím                               | Eredeti cím                                     | Szerep                       | Megjegyzések                                            |
| --------- | ---------------------------------------- | ----------------------------------------------- | ---------------------------- | ------------------------------------------------------- |
| 1982      | Titkos mélységek                         | Not Just Another Affair                         | Lynette                      | tévéfilm                                                |
| 1982      |                                          | Silver Spoons                                   | Debbie                       | 1 epizód                                                |
| 1983      |                                          | Bay City Blues                                  | Cathy St. Marie              | 8 epizód                                                |
| 1983      | Remington Steele                         | Remington Steele                                | Jillian Montague             | 1 epizód                                                |
| 1984      |                                          | The New Mike Hammer                             | Julie Eland                  | 1 epizód                                                |
| 1984      | Magnum                                   | Magnum P.I.                                     | Diane Dupree / Diedra Dupree | 1 epizód                                                |
| 1984      | Gyilkosság naptár alapján                | Calendar Girl Murders                           | Cassie Bascomb               | tévéfilm                                                |
| 1984      | Két legyet egy csapásra                  | The Vegas Strip War                             | Sarah Shipman                | - tévéfilm - magyar hangja: - Tóth Enikő                |
| 1985      | T. J. Hooker                             | T. J. Hooker                                    | Dani Starr                   | 1 epizód                                                |
| 1988      | Könnyek az esőben                        | Tears in the Rain                               | Casey Cantrell               | - tévéfilm - magyar hangja: - Balogh Erika - Básti Juli |
| 1988–1989 | A sas felszáll                           | War and Remembrance                             | Janice Henry                 | minisorozat                                             |
| 1994      |                                          | The Larry Sanders Show                          | önmaga                       | 1 epizód                                                |
| 1995      | Roseanne                                 | Roseanne                                        | lakókocsipark lakója         | 1 epizód                                                |
| 1999      |                                          | Happily Ever After: Fairy Tales for Every Child | Henny Penny (hangja)         | 1 epizód                                                |
| 2000      | Ha a falak beszélni tudnának 2.          | If These Walls Could Talk 2.                    | Fran                         | tévéfilm                                                |
| 2001–2002 | Harold és a lila varázskréta             | Harold and the Purple Crayon                    | narrátor                     | 13 epizód                                               |
| 2003      | Ügyvédek                                 | The Practice                                    | Sheila Carlisle              | 3 epizód                                                |
| 2005      |                                          | Higglytown Heroes                               | Nicky (hangja)               | 1 epizód                                                |
| 2005      | Farkasok völgye                          | Valley of the Wolves                            | Lisa                         | 2 epizód                                                |
| 2005      | Will és Grace                            | Will & Grace                                    | Dr. Georgia Keller           | 1 epizód                                                |
| 2006      | Huff                                     | Huff                                            | Dauri Rathburn               | 3 epizód                                                |
| 2010      | Esküdt ellenségek: Különleges ügyosztály | Law & Order: Special Victims Unit               | Jo Marlowe                   | 4 epizód                                                |
| 2015      |                                          | Agent X                                         | Natalie Maccabe alelnök      | 9 epizód                                                |
| 2018      | Mozaik                                   | Mosaic                                          | Olivia Lake                  | 6 epizód                                                |
| 2019      | Jobb idők                                | Better Things                                   | Reiki Davis                  | 1 epizód                                                |
| 2020      | Az új pápa                               | The New Pope                                    | önmaga                       | 1 epizód                                                |
| 2020      | Ratched                                  | Ratched                                         | Lenore Osgood                | 5 epizód                                                |
| 2022      | Murderville                              | Murderville                                     | önmaga                       | 1 epizód                                                |
| 2022      | A légikísérő                             | The Flight Attendant                            | Lisa Bowden                  | 3 epizód                                                |

## Jelentősebb díjak és jelölések
| Év   | Kategória | Díj                                           | Film           |
|      |           | Oscar-díj                                     |                |
| ---- | --------- | --------------------------------------------- | -------------- |
| 1996 | jelölés:  | legjobb női főszereplő                        | Casino         |
|      |           | Golden Globe-díj                              |                |
| 1993 | jelölés:  | legjobb színésznő (dráma)                     | Elemi ösztön   |
| 1996 | díj:      | legjobb színésznő (dráma)                     | Casino         |
| 1999 | jelölés:  | legjobb női mellékszereplő                    | Az óriás       |
| 2000 | jelölés:  | legjobb női főszereplő (komédia vagy musical) | A múzsa csókja |
|      |           | Primetime Emmy-díj                            |                |
| 2004 | díj:      | legjobb vendégszínésznő (drámasorozat)        | Ügyvédek       |

## Önéletrajzi könyve magyarul
- Kétszer élni, mi lehet ennél szebb; ford. Lévai Márta; Ulpius Baráti Kör–Művelt Nép, Budapest, 2023